# علي بن عبد الله الستري
الشيخ علي بن عبد الله بن علي الستري البحراني (ت. 1319 هـ). هو رجل دين وفقيه ومتكلم شيعي بحراني مشهور بتأليفه كتاب منار الهدى حتى صار يعرف به فيُقال له صاحب منار الهدى. وكانت ولادته بقرية مهزة الواقعة في جزيرة سترة، ولذلك يُقال له الستري، وأما البحراني فنسبة إلى البحرين كما لا يخفى. وقد هاجر إلى مسقط وسكن بمطرح سنين طويلة ممارساً وظيفته رجلَ دينٍ في المجتمع الشيعي العُماني، غير أن حادثة قد حدثت له في ذلك البلد كما أشار البلادي صاحب أنوار البدرين دون أن يفصل ويبين الحادثة، وكانت هذه الحادثة سبباً في خروجه من مسقط وذهابه إلى بندر لنگة واستقراره فيها إلى أواخر أيام حياته. والستري محل توثيق بعض رجال الدين، ومنهم علي البلادي.(1)

## مؤلفاته
له بعض المؤلفات المطبوعة والمخطوطة، ومنها:
| - منار الهدى في إثبات أئمة الهدى. - لسان الصدق. في الرد على كتاب ميزان الحق لأحد الكتاب المسيحيين. - قامعة أهل الباطل بدفع شبهات المجادل. في الرد على بعض الأحناف في تحريمهم للشعائر الحسينية. - الأجوبة العلية للمسائل المسقطية. - رسالة عملية في الطهارة والصلاة. - رسالة في الفرق بين الإسلام والإيمان. | - رسالة في التوحيد. - رسالة في نقض الاختيار في الإمامة. - رسالة في وجوب الإخفات في البسملة في ثالثة المغرب والركعتين الأخيرتين من العشاء. - رسالة في التقية. - رسالة في المتعة. - واسطة العقد الثمين. |

## الهوامش
- 1 - أثنى البلادي على الستري في ترجمته له بكتابه أنوار البدرين بقوله: ”العالم العامل والمجتهد الكامل المحقق المجاهد لأعداء الدين والمرابط في سبيل الله في الثغر الذي يلي إبليس القوي اللعين العالم الرباني الشيخ علي ابن الشيخ عبد الله ابن الشيخ علي الستري البحراني“.[1]